# أنماط التقارب
في الرياضيات، يوجد العديد من أنواع الشعور التي يكون فيها متتابعًا أو سلاسل ما متقاربة. ويوضح هذا المقال أنماطًا مختلفة من (أنواع الشعور أو التصنيفات) التقارب في الظروف التي يتم تحديدها. للحصول على قائمة من أنماط التقارب، انظر أنماط التقارب (فهرس الأعمال المشروحة)
لاحظ أن كلاً من المجموعات التالية هي حالات خاصة للأنواع التي تسبقها: مجموعات، الفضاءات الطوبوغرافية، فضاءات موحدة، الكلمات (مجموعة التوبولوجيا الآبلية)، الفضاءات المعدلة إحصائيًا، الفضاءات الإقليدية، والأعداد الحقيقية والعقدية. أيضًا، لاحظ أن أي فضاء قياسي هو فضاء موحد.

## عناصر الفضاء الطوبوغرافي
يُمكن تعريف التقارب من حيث متتابعات في الفضاءات الأولى القابلة للعد. والنهائية هي إجمالي المتتابعات المفيدة في الفضاءات التي لا يُعد أولها. وتقوم المرشحات بزيادة تعميم مفهوم التقارب.
في الفضاءات القياسية، يمكن تعريف متتابعات كوشي كإجمال لصوافي ومرشحات كوشي لـلفضاءات الموحدة. ولزيادة التعميم، تعد فضاءات كوشي هي الفضاءات التي ربما يتم بها تحديد مرشحات كوشي. ويعني التقارب «تقارب-كوشي» وتقارب-كوشي، معًا مع وجود متتابع ثانوي يتضمن التقارب. ويتم تحديد مفهوم التمام، وتعميماته فيما يتعلق بتتابعات كوشي.

## سلسلة عناصر مجموعة آبيل الطوبوغرافية
في مجموعة آبيل الطوبوغرافية، يتم تعريف تقارب سلسلة كتقارب لتتابع مجاميع جزئية. ويوجد مفهوم في غاية الأهمية عند التعامل مع السلسلة وهوالتقارب غير المشروط، الذي يضمن أن حد السلسلة ثابت عند تبادل المجاميع.
وفي الفضاء المتجهي المعياري، يمكن تعريف التقارب المطلق كتقارب سلسلة للمعدلات الإحصائية ({\displaystyle \Sigma |b_{k}|}). ويعني التقارب المطلق تقارب كوشي لمتتابع المجاميع الجزئية (بواسطة مثلث غير متساوي الساقين)، الذي بدوره يعني التقارب المطلق لبعض المجموعات (وليس إعادة الترتيب). متتابع المجاميع الجزئية الحاصل عن طريق التقسيم المجموعي هو متتابع ثانوي للمجاميع الجزئية للسلسلة الأصلية. التقارب المعياري للسلاسل المتقاربة تقاربًا مطلقًا هو شرط معادل لفضاء معدل أحادي الخط ليكون بناخ (ويعني: كاملاً).
التقارب المطلق والتقارب يعنيان معًا تقاربًا غير مشروط، ولكن التقارب غير المشروط لا يعني تقاربًا مطلقًا بشكل عام، حتى إن كان الفضاء مطابقًا لفضاء بناخ، على الرغم من أن الآثار المترتبة تعني ذلك ضمنيًا {\displaystyle \mathbb {R} ^{d}}.

## تقارب متتابع الدوال في الفضاء الطوبوغرافي
أكثر الأشكال الأساسية لتقارب متتابع الدوال (وبالأخص، التي لا تحمل أي هيكل طوبوغرافي في مجال الدوال) هي تقارب نقطة بنقطة. ويتم تعريفها كتقارب متتابع قيم الدالة في كل نقطة. إذا أخذت الدوال قيمتها في الفراغ الموحد، حينها يُمكن تعريف تقارب كوشي النقطي، التقارب غير الموحد، وتقارب كوشي الموحد للمتتابع.
يتضمن التقارب نقطة بنقطة تقارب كوشي النقطي، والعكس صحيح في الفراغ الذي تأخذ فيه الدوال قيمتها بشكل كامل. ويتضمن التقارب الموحد تقارب نقطة بنقطة وتقارب كوشي النقطي. تقارب كوشي الموحد وتقارب كوشي النقطي للمتتابع تعني التقارب الموحد للمتتابع، إذا كانت المنطقة المساعدة كاملة، فحينها يتضمن تقارب كوشي الموحد التقارب الموحد.
إذا كانت منطقة الدوال فراغًا طوبوغرافيًا تقارب موحد محلي يمكن تحديدها (بمعنى أنه تقارب موحد لجيران كل نقطة) وتقارب (موحد) مدمج (بمعنى أنه تقارب موحد على جميع المجموعات الفرعية المدمجة). لاحظ أن «التقارب الموحد» دائمًا ما يكون قصيرًا «للتقارب الموحد المدمج،» بما أن «التقارب نقطة بنقطة المدمج» قد يعني نفس الشيء «كتقارب نقطة بنقطة» (ودائمًا ما تكون النقط مدمجة).
ويتضمن التقارب الموحد كلاً من التقارب الموحد والتقارب المدمج، بما أن كليهما انطباعات محلية بينما التقارب الموحد هو انطباع عالمي. إذا كانت X مدمجة محليًا (حتى في أضعف الأحاسيس: وكل نقطة لديها منطقة جوار)، إذًا فالتقارب المحلي الموحد يعادل التقارب (الموحد) المدمج. وبشكل عام، هذا الأمر يكون بسبب أن «المحلي» و«المدمج» لا يمكن أن يكونا نفس الشيء.

## سلسلة الدوال في مجموعة آبيل الطوبوغرافية
تقارب نقطة بنقطة والتقارب الموحد للسلاسل يحدد من حيث تقارب متتابع المجاميع الجزئية.
وبالنسبة للدوال التي تأخذ قيمتها في فراغ معدل أحادي الخط، يُشير التقارب المطلق لتقارب سلاسل دوال إيجابية حقيقية مقيمة، {\displaystyle \Sigma |g_{k}|}. إذًا ببساطة يكون «التقارب المطلق نقطة بنقطة» هو تقارب نقطة بنقطة {\displaystyle \Sigma |g_{k}|}.
التقارب العادي هو تقارب سلاسل أرقام حقيقية غير سلبية ناتجة عن أخذ موحد (بمعنى أنه نمط («فرعي») لكل دالة في السلاسل (التقارب الموحد {\displaystyle \Sigma |g_{k}|}). في فراغات بناخ، يتضمن التقارب المطلق نقطة بنقطة، والتقارب العادي التقارب الموحد.
وبالنسبة للدوال المحددة في الفراغ الطوبوغرافي، يُمكن تحديد (كما هو الحال في أعلاه) التقارب المحلي الموحد والتقارب (الموحد) المدمج من حيث المجاميع الجزئية للسلاسل. وبالإضافة إلى ذلك، إذا أخذت الدوال قيمها في فراغ معدل أحادي الخط، إذًا يكون كل من التقارب العادي المحلي (التقارب المطلق المحلي الموحد) والتقارب العادي المدمج (تقاربًا مطلقًا على المجموعات المدمجة).
يتضمن التقارب العادي كلاً من التقارب العادي المحلي والتقارب العادي المدمج. وإذا كانت المنطقة مدمجة محليًا (حتى إن كانت في أضعف شعور)، يعني التقارب العادي التقارب العادي المدمج.

## تحديد الدوال حسب فراغ قياسي
إذا اعتبرنا متتابعات الدوال القياسية، تنشأ الأنماط المتعددة للتقارب التي تعتمد على قياس نظري أكثر منه خصائص طوبوغرافية فردية. ويشمل ذلك التقارب نقطة بنقطة الموجود غالبًا في كل مكان، التقارب في p ويعني التقارب في القياس. وهذه تكون بشكل خاص في نظرية الاحتمالية.